# Riley Reinhold
Richard Riley Reinhold, auch bekannt als Triple R oder RRR, ist ein deutscher Techno-DJ, Musiker, Journalist, Radiomoderator und Musikkritiker. Gemeinsam mit seiner Frau Jacqueline Reinhold (geborene Klein) arbeitet er für die Plattenlabel Traum Schallplatten, Trapez, My Best Friend, Telrae, Paintwork und Zaubernuss.

## Leben und Werk
Reinhold absolvierte 1983 sein Abitur am Leverkusener Lise-Meitner-Gymnasium.
Ab 1984 war er in der Kölner Musikszene als DJ aktiv, wo er zunächst Independent spielte. Ab 1989 wandte er sich verstärkt der elektronischen Musik zu. Zusammen mit Sascha Kösch, dem späteren Chefredakteur der de:Bug, gründete er 1990 das Cosmic Orgasm Soundsystem. Zusammen traten sie bei den ersten Techno- und Acid-Partys auf und wurden zunächst im Kölner Raum einem größeren Publikum bekannt. Von 1991 bis 1993 gehörte Reinhold mit Ian Pooley, Tonka, Alec Empire und Thomas P. Heckmann zum DJ-Team des Frankfurter Labels Force Inc. Music Works.
Von 1994 bis 1998 war Reinhold als Musikkritiker für die Magazine Spex und Frontpage tätig. In dieser Zeit schrieb er mehr als 3500 Plattenrezensionen und interviewte zahlreiche Künstler, so z. B. den eher interviewscheuen Aphex Twin. Nach der Insolvenz der Frontpage gründete er mit Sascha Kösch, Mercedes Bunz und Benjamin Weiss den inoffiziellen Frontpage-Nachfolger de:Bug, die „Zeitschrift für elektronische Lebensaspekte“.
Live trat Reinhold mit dem finnischen Musikprojekt Pan Sonic auf und legte gemeinsam mit Carsten Nicolai bei Veranstaltungen des Chemnitzer Labels Raster-Noton auf. Sieben Jahre war er im Umfeld des Kölner Plattenladens Kompakt tätig. Riley war Resident-DJ des von Daniel Pflumm betriebenen Berliner Clubs Elektro und legte später auch im Nachfolger Panasonic auf. Als Triple R veröffentlichte er 1994 auf Peter Wachas Label Disko B die Red Flare EP. Unter dem Namen RRR erschien 1995 auf dem von Daniel Pflumm, Klaus Kotai und Gabriele Loschelder betriebenen Label Elektro Music Department (EMD) die 12" Rendezvous / Chat.
1998 war Reinhold für das deutsche Goethe-Institut in Argentinien. Aus der Bekanntschaft mit der elektronischen Musikszene des Landes entstand eine Zusammenarbeit mit zahlreichen argentinischen Musikern. Als Reaktion auf dieses Erlebnis gründete er im selben Jahr zusammen mit seiner damaligen Freundin und heutigen Ehefrau Jacqueline (DJ Anima) das Label Traum Schallplatten. Als erste Veröffentlichung auf Traum erschien die Compilation-CD Elektronische Musik aus Buenos Aires, die bis dahin in Europa weitgehend unbekannte argentinische Techno- und Elektro-Musiker präsentierte.
Aus Traum gingen 2000 das Sublabel Trapez und 2003 das Label My Best Friend (MBF) hervor. Neben Veröffentlichungen von Gabriel Ananda, Dominik Eulberg, Extrawelt und Minilogue erschienen auch Reinholds eigene Veröffentlichungen und ab 2002 die DJ-Mix-Serie Selection. Auf dem Kölner Label Kompakt erschien 2002 die Mix-CD Friends und später sein erstes Album Friends are Silence auf My Best Friend. Mit dem Briten Steve Barnes erschienen Platten unter dem Namen Cosmic Sandwich, bei denen er zumeist im Hintergrund agierte.
Riley hatte im Jahr 1999 die wöchentliche Radiosendung „Tiefklang“ beim Radiosender Station Evosonic. Seit 2005 war Reinhold Resident-DJ im Kölner Club Sensor. Er legt seitdem hauptsächlich international Schallplatten auf und spielt jährlich im Berliner Techno-Club Berghain/Panorama Bar.
Zusammen mit Steve Barnes veröffentlichte er 2003 einige Singles als Riley Reinhold & Steve Barnes und unter dem Alias Odyssey. Mit Jorge Gebauhr veröffentlichte er 2004 zwei Platten unter dem Pseudonym Toro. Auch 2007 war Reinhold wieder für das Goethe-Institut als Kulturbotschafter tätig. In Estland präsentierte er mit dem DJ Martin Juhls „Electronische Musik aus Nordrhein-Westfalen“.
Seit 2008 hat er sich neben der A&R-Tätigkeit für die Labels Traum und MBF stärker auf eigene Produktionen konzentriert. Ebenfalls folgten Arbeiten mit Künstlern wie Tim Fehske, der Videos für Roland M. Dill, [a]pendics.shuffle, Dilo und Reinhold produziert hat.
2009 produzierte Reinhold einen Remix für die New Yorker Band LCD Soundsystem, deren Album 45:33 auf DFA Records erschien. Im gleichen Jahr gründete er das Traum-Sublabel Paintwork.
Im Jahr 2010 begann Reinhold mit der Veröffentlichung Black Timbre (MBF ltd 12020), zu dem der mehrmalige Adolf-Grimme-Preisträger und Dokumentarfilmer Thomas Schmitt ein Video für das Stück I Remember produzierte. Im April 2010 erschien auf My Best Friend Ltd. die Single Hollow Hills mit Remixen des Parisers Gohan und des Kölners Oeler. 2011 nahm er den britischen Produzenten Max Cooper für sieben Veröffentlichungen unter Vertrag.
Mit seinen Traum Label-Nächten gastierte er zusammen mit Dominik Eulberg und Freunden in diversen deutschen Clubs, wie dem Hamburger Club Uebel & Gefährlich sowie Kölner Clubs wie Artheater, Heinz Gaul, Kunstwert und Zimmermanns.
2012 wurde er im Rahmen eines Beitrags der Creative NRW porträtiert. Im gleichen Jahr rief er die Compilation-Serie Tour De Traum ins Leben und gewann neue Produzenten für das Label Traum. Seine Zusammenarbeit mit dem Kölner Produzenten-Duo Salz führte zu einer stärkeren Tätigkeit für das Techno-Dub-Label Telrae.

## Veröffentlichungen

### Alben und DJ-Mixe
- 2002: Triple R – Friends (Kompakt)
- 2002: Triple R – Selection 1 (Trapez)
- 2004: Triple R – Selection 3 (Trapez)
- 2004: Triple R – Selection 3 (Trapez)
- 2005: Triple R – Flashback (My Best Friend)
- 2005: Triple R – Selection 4 (Trapez)
- 2006: Triple R – Elektronische Musik - Interkontinental 5 (Traum Schallplatten)
- 2007: Triple R – Selection 5 (Trapez)
- 2008: Triple R – Selection 6 (Trapez)
- 2009: Riley Reinhold & Steve Barnes – Remastered Classics On Trapez (Trapez)
- 2011: Riley Reinhold – Tour De Traum II (Traum Schallplatten)
- 2011: Riley Reinhold – Embark 01 (Trapez)
- 2013: Riley Reinhold – Embark 02 (Trapez)
- 2013: Riley Reinhold – Embark 03 (Trapez)
- 2014: Riley Reinhold – Embark 04 (Trapez)
- 2015: Riley Reinhold – Embark 05 (Trapez)
- 2016: Riley Reinhold – Embark 06 (Trapez)

### Singles und EPs
- 1994: Triple R – Red Flare EP (Disko B)
- 1995: RRR – Rendezvous / Chat (Elektro Music Department)
- 1995: Walker & Triple R – Aufraeumen! (XXC3)
- 2003: Riley Reinhold & Steve Barnes – Another Airfix (Trapez)
- 2003: Riley Reinhold & Steve Barnes – Another Freeflow (Trapez)
- 2004: Toro – Phantom Drive (My Best Friend)
- 2004: Toro – Phantom Planet May (My Best Friend)
- 2004: Riley Reinhold & Steve Barnes – Another Day (My Best Friend)
- 2004: Riley Reinhold & Steve Barnes – Mondrian (Trapez)
- 2004: Riley Reinhold – Static People (Traum Schallplatten)
- 2004: Odyssey – Odyssey / Memories (My Best Friend)
- 2005: Riley Reinhold & Steve Barnes – Black Rain (Trapez)
- 2006: Odyssey – Lights (My Best Friend)
- 2006: Triple R – Friends Are Silence (My Best Friend)
- 2006: Riley Reinhold – Extract From Selection 4 By Triple R (Trapez)
- 2007: Riley Reinhold – Lights In My Eyes / Ghosts (My Best Friend)
- 2007: Riley Reinhold – Lights In My Eyes Remixe (My Best Friend)
- 2007: Riley Reinhold – Lull EP (My Best Friend)
- 2008: Riley Reinhold – Balsamic Times (My Best Friend)
- 2008: Riley Reinhold – Sunset Sound (My Best Friend)
- 2009: Riley Reinhold – Hawk (My Best Friend)
- 2010: Riley Reinhold – Black Timbre (My Best Friend)
- 2010: Riley Reinhold – Hollow Hills (My Best Friend)
- 2011: Riley Reinhold – Bubeshko Apartment (My Best Friend)
- 2011: Riley Reinhold – Mountaintop People (My Best Friend)